# Magyar ÚE Budapest
Magyar Úszó Egylet  (Ungarischer Schwimmeverein), kurz Magyar ÚE, eingedeutscht oft Magyar ÚE Budapest, war ein ungarischer Sportverein. Die Fußballmannschaft des Vereins spielte von 1901 bis 1905 in der ersten ungarischen Liga, der Nemzeti Bajnokság und war Vizemeister bei der Erstaustragung der ungarischen Meisterschaft.

## Geschichte
Magyar ÚE wurde im Jahr 1893 von den Schwimmern des Magyar AC gegründet. Die Fußballabteilung gehörte im Jahr 1901 zu den Gründungsmitgliedern der ersten ungarischen Fußballliga, der Nemzeti Bajnokság. Seinen größten Erfolg feierte er mit der Vizemeisterschaft in der Saison 1901. Danach kämpfte er um den Klassenverbleib und musste nach der Spielzeit 1905 absteigen. Die beiden folgenden Spielzeiten beendete der Klub in der zweiten ungarischen Liga nicht und zog sich vom Spielbetrieb zurück. Im Jahr 1930 wurde der Name in Magyar Úszó Egyesület (deutsch Ungarischer Schwimmverband) umgewandelt. Im Jahr 1945 wurde der Name in Magyar Munkás Úszó Egyesület (deutsch Ungarischer Arbeiterschwimmverband) geändert, ehe er sich im Jahr 1948 auflöste.

## Erfolge
- Ungarischer Vizemeister: 1901